# Exechia inaperta
Exechia inaperta är en tvåvingeart som beskrevs av Ostroverkhova 1979. Exechia inaperta ingår i släktet Exechia och familjen svampmyggor. Inga underarter finns listade i Catalogue of Life.